# ローソク島
ローソク島（ローソクじま）は、日本の中国地方、隠岐諸島の島後島北西部・代地区沖の海面上に高さ20mほど突き出した、火成岩でできた小さな無人島。行政区分としては島根県隠岐郡隠岐の島町に属する。

## 概要

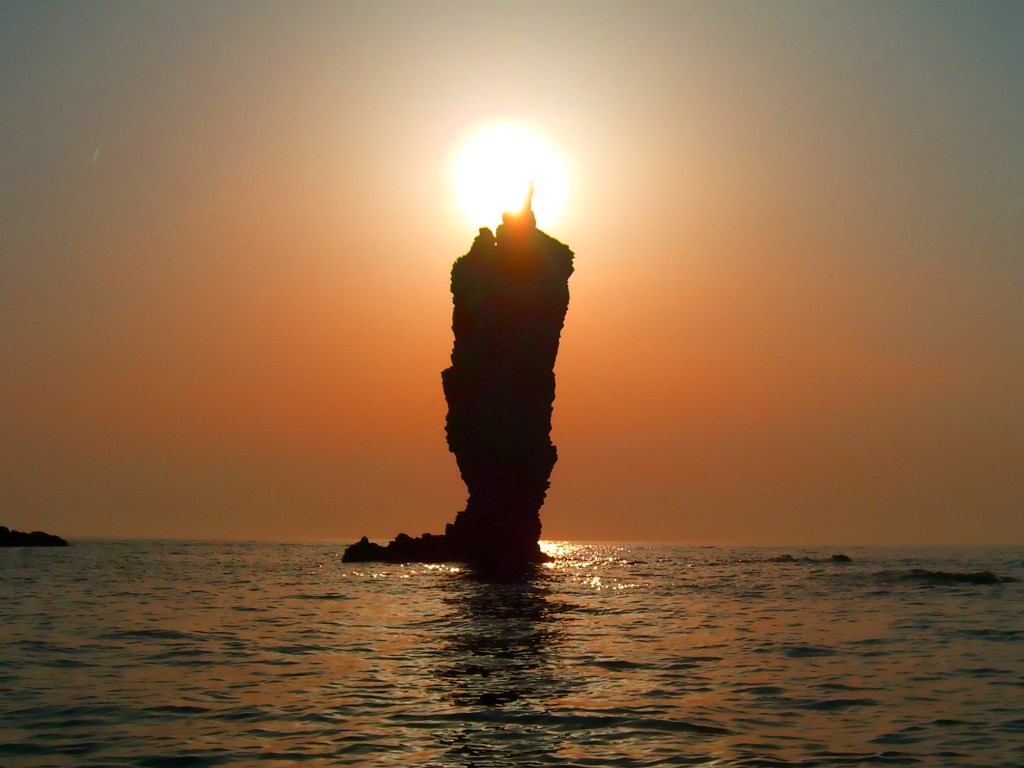
ローソク島の夕日

ローソク島は、隠岐諸島を構成する島の1つとして数えられる、日本海に存在する無人島である。島の面積は、0.0033km2。この島は、鮮新世前期（約500万年前）に噴出して出来た火山岩で形成されている。名前の由来は、ろうそくのような細長い岩の形状、特に夕日が先端に重なった時に灯がともっているように見えるさまから。大山隠岐国立公園の一部に指定されていて、奇岩として観光地となっている。

## 歴史
ローソク島の存在は、隠岐諸島内では古くから知られていた。しかし、島外でも知られるようになったのは第二次世界大戦後に観光地化が進んで以降である。現在では島内で指折りの観光スポットとなっており、島で作られている藻塩炊き式の塩の商品名にも「ローソク島」の名が使われている。その反面、長らく隠岐を代表する景勝地として知られていた白島海岸への遊覧船の客がローソク島観光に吸収されてしまっているとの指摘もある。
以前は個人観光客の依頼に基づきボランティアが案内する形態だったが、2002年（平成14年）からは予約制の有料遊覧船が就航している。岩から20分ほどの距離にある重栖港と福浦港が主な遊覧船の出航地となっており、4月から10月のみ運航されている。

## 参考資料
- 『広報 隠岐の島 2009年8月号』 (PDF) 隠岐の島町、2009年
- 『広報 隠岐の島 2009年6月号』 (PDF) 隠岐の島町、2009年